# 1ª Divisão 1946 (hockey su pista)
La 1ª Divisão 1946 è stata l'8ª edizione del torneo di primo livello del campionato portoghese di hockey su pista. La competizione ha avuto inizio il 19 maggio e si è conclusa il 6 ottobre 1946.
Il titolo è stato conquistato dal Clube Desportivo de Paço de Arcos per la quarta volta nella sua storia.

## Stagione

### Formula
La 1ª Divisão 1946 vide ai nastri di partenza sedici club divisi in due gironi; ogni girone fu organizzato con un girone all'italiana, con gare di andata e ritorno. Erano assegnati tre punti per l'incontro vinto e due punti a testa per l'incontro pareggiato, mentre ne era attribuito uno solo per la sconfitta. Al termine della prima fase le prime due squadre di ogni gruppo si qualificarono alla fase finale; la vincitrice venne proclamata campione di Portogallo.

## Prima fase

### Regional do Norte
|  | Pos. | Squadra           | Pt | G  | V | N | P  | GF | GS | DR  |
|  | ---- | ----------------- | -- | -- | - | - | -- | -- | -- | --- |
|  | 1.   | Académico Cambra  | 28 | 10 | 9 | 0 | 1  | 55 | 16 | +39 |
|  | 2.   | Infante de Sagres | 26 | 10 | 8 | 0 | 2  | 69 | 15 | +54 |
|  | 3.   | Espinho           | 21 | 10 | 6 | 0 | 4  | 43 | 41 | +2  |
|  | 4.   | Estrela           | 19 | 10 | 5 | 0 | 5  | 47 | 38 | +9  |
|  | 5.   | SC Porto          | 7  | 10 | 1 | 0 | 9  | 5  | 55 | -50 |
|  | 6.   | Carvalhos         | 4  | 10 | 0 | 0 | 10 | 10 | 64 | -54 |

Legenda:
  Qualificato alla fase finale.
Note:
Tre punti a vittoria, due per il pareggio, uno a sconfitta.

### Regional de Lisboa
|  | Pos. | Squadra          | Pt | G  | V  | N | P  | GF  | GS  | DR   |
|  | ---- | ---------------- | -- | -- | -- | - | -- | --- | --- | ---- |
|  | 1.   | Paço de Arcos    | 54 | 18 | 18 | 0 | 0  | 177 | 22  | +155 |
|  | 2.   | Sintra           | 49 | 18 | 15 | 1 | 2  | 119 | 41  | +78  |
|  | 3.   | Benfica          | 44 | 18 | 12 | 2 | 4  | 67  | 53  | +14  |
|  | 4.   | CF Benfica       | 41 | 18 | 11 | 1 | 6  | 81  | 58  | +23  |
|  | 5.   | Amadora          | 38 | 18 | 9  | 2 | 7  | 64  | 75  | -11  |
|  | 6.   | Sporting Oeiras  | 33 | 18 | 7  | 1 | 10 | 50  | 69  | -19  |
|  | 7.   | Cascais          | 26 | 18 | 4  | 0 | 14 | 38  | 81  | -43  |
|  | 8.   | Campo de Ourique | 26 | 18 | 4  | 1 | 13 | 37  | 104 | 67   |
|  | 9.   | Lisgas           | 25 | 18 | 3  | 1 | 14 | 27  | 91  | -64  |
|  | 10.  | Ateneu Comercial | 23 | 18 | 2  | 1 | 15 | 40  | 106 | -66  |

Legenda:
  Qualificato alla fase finale.
Note:
Tre punti a vittoria, due per il pareggio, uno a sconfitta.

## Fase finale

### Classifica finale
|  | Pos. | Squadra           | Pt | G | V | N | P | GF | GS | DR  |
|  | ---- | ----------------- | -- | - | - | - | - | -- | -- | --- |
|  | 1.   | Paço de Arcos     | 15 | 6 | 4 | 1 | 1 | 40 | 18 | +22 |
|  | 2.   | Sintra            | 13 | 6 | 3 | 1 | 2 | 22 | 24 | -2  |
|  | 3.   | Infante de Sagres | 12 | 6 | 2 | 2 | 2 | 10 | 20 | -10 |
|  | 4.   | Académico Cambra  | 8  | 6 | 1 | 0 | 5 | 16 | 26 | -10 |

Legenda:
      Campione di Portogallo.
Note:
Tre punti a vittoria, due per il pareggio, uno a sconfitta.

### Risultati
| andata  | andata | Incontro                           | ritorno | ritorno |
|         |        |                                    |         |         |
| 11 set. | 7-2    | Paço de Arcos-Sintra               | 5-4     | 25 set. |
| 11 set. | 2-3    | Académico Cambra-Infante de Sagres | 5-6     | 25 set. |
| 15 set. | 6-4    | Sintra-Infante de Sagres           | 3-3     | 21 set. |

| andata  | andata | Incontro                        | ritorno | ritorno |
|         |        |                                 |         |         |
| 16 set. | 13-3   | Paço de Arcos-Infante de Sagres | 3-3     | 5 ott.  |
| 22 set. | 2-3    | Académico Cambra-Sintra         | 3-4     | 29 set. |
| 30 set. | 11-3   | Paço de Arcos-Académico Cambra  | 1-5     | 6 ott.  |

| andata  | andata | Incontro                           | ritorno | ritorno |
|         |        |                                    |         |         |
| 11 set. | 7-2    | Paço de Arcos-Sintra               | 5-4     | 25 set. |
| 11 set. | 2-3    | Académico Cambra-Infante de Sagres | 5-6     | 25 set. |
| 15 set. | 6-4    | Sintra-Infante de Sagres           | 3-3     | 21 set. |

| andata  | andata | Incontro                        | ritorno | ritorno |
|         |        |                                 |         |         |
| 16 set. | 13-3   | Paço de Arcos-Infante de Sagres | 3-3     | 5 ott.  |
| 22 set. | 2-3    | Académico Cambra-Sintra         | 3-4     | 29 set. |
| 30 set. | 11-3   | Paço de Arcos-Académico Cambra  | 1-5     | 6 ott.  |